# The Fool on the Hill
The Fool on the Hill è una canzone dei Beatles del 1967. Scritta principalmente da Paul McCartney per la colonna sonora del film Magical Mystery Tour. Essa è una ballata che narra la fantasiosa vicenda dello stolto sulla collina.

## Descrizione

### Composizione
McCartney riferì che la canzone faceva riferimento al Maharishi Mahesh Yogi:
McCartney suonò la nuova canzone a John Lennon durante una sessione di scrittura per With a Little Help from My Friends, e Lennon gli disse di metterla su carta. McCartney però non lo fece; poiché era certo che non la avrebbe dimenticata. In una delle sue interviste del 1980 con la rivista Playboy, Lennon disse: «Beh, questo è Paul. Un altro buon testo. Dimostra che quando vuole è in grado di scrivere canzoni complete».

### Registrazione
McCartney incise un nastro demo della canzone il 6 settembre 1967. Questa versione venne in seguito inserita nell'Anthology 2. La registrazione ebbe inizio il 25 settembre, con significative sovraincisioni da parte dei Beatles il 26 settembre. Il "Beatlesologo" Mark Lewisohn afferma che la versione del 26 settembre era "quasi un rifacimento". La ripresa del 25 settembre - molto più lenta, più dura e con un testo leggermente diverso - è stata anch'essa inclusa nel secondo volume dell'Anthology. Dopo un'altra sessione il 27 settembre, dove McCartney aggiunse parti vocali, la canzone languì in studio per un mese prima che le venisse aggiunta una parte di flauti il 20 ottobre.

## Formazione
The Beatles
- Paul McCartney - voce, pianoforte, chitarra acustica, flauto dolce, basso, low whistle
- John Lennon - armonica a bocca bassa, chitarra classica, scacciapensieri
- George Harrison - chitarra acustica a 12 corde, armonica a bocca
- Ringo Starr - batteria, maracas, cimbalini a dita, scacciapensieri

Altri musicisti
- Christopher Taylor, Richard Taylor, Jack Ellory - flauto

Crediti
- George Martin - produttore

## Cover
Numerose furono le cover della canzone, come quella della giovane Björk nel 1977.
In particolare in Italia quella di 
- Vanna Scotti, incisa alla fine del 1967 con il testo in italiano scritto da Bruno Lauzi ed intitolata L'uomo sulla collina;

in lingua originale ci sono invece quella di:
- Mina dell'album Mina canta i Beatles del 1993

- Alice dall'album Elisir del 1987.
- Bjork dall'album omonimo del 1977 cantò la cover in islandese Álfur Út Úr Hól